# L'Atlantide (romanzo)
L'Atlantide è un popolare romanzo avventuroso con elementi fantastici/fantascientifici del 1919, scritto dal francese Pierre Benoît. La sua prima pubblicazione in italiano risale all'anno successivo.
Il romanzo vinse il Grand Prix du roman dell'Académie française e divenne subito un best seller tradotto in quindici lingue. Fu uno dei maggiori successi della letteratura avventurosa della prima metà del Novecento. Benoît stesso divenne membro dell'Académie française nel 1931.

## Trama

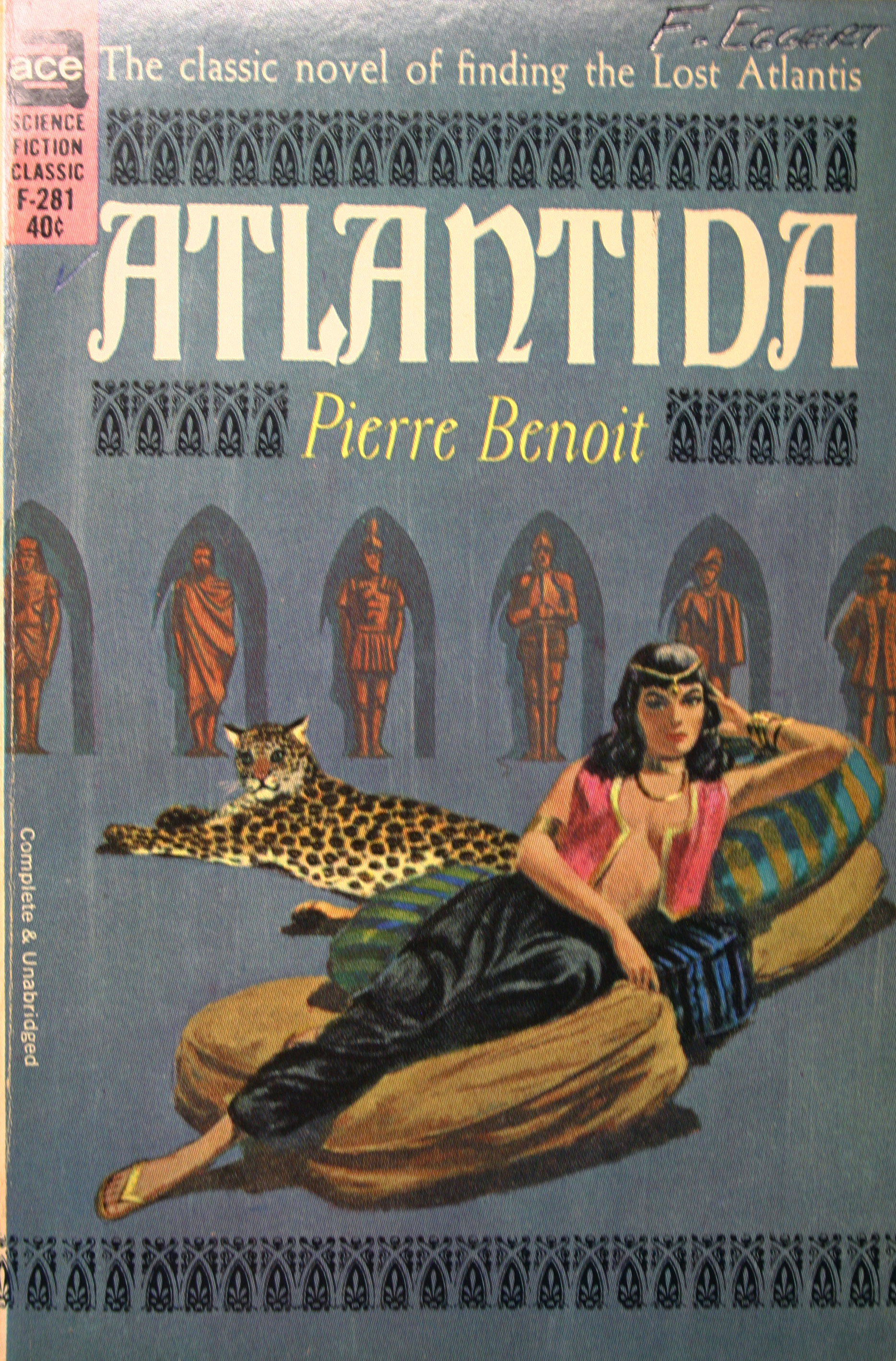
Copertina di un'edizione in lingua inglese (1920)

Durante una spedizione in mezzo al deserto del Sahara due militari francesi, il capitano Morhange ed il tenente de Saint-Avit scoprono le rovine della perduta Atlantide, i cui abitanti sono gli antenati degli odierni Tuareg, su cui regna la regina Antinea, bellissima e amorale sacerdotessa che colleziona amanti trasformandoli in statue di oricalco. Presso di lei vive anche un nobile polacco decaduto dal passato burrascoso ed è lui, una sera che è più ubriaco del solito, a rivelare a Saint-Avit ciò che tutti ignorano, a cominciare dalla stessa Antinea: la regina è in realtà figlia sua e della sua amante francese che egli aveva subdolamente convinto a sposare un dignitario Tuareg in visita a Parigi ed al quale ovviamente avevano nascosto che fosse già incinta.
Antinea, che fino ad allora si era concessa agli uomini che faceva innamorare di sé ma senza innamorarsene a sua volta e portandoli alla morte per disperazione, si innamora realmente di Mohrange ma questi (che era sul punto di prendere gli ordini religiosi) la respinge, per cui lei istiga Saint-Avit ad ucciderlo. Sconvolto da ciò che ha fatto, il tenente riesce a fuggire ma dopo alcuni anni ritorna volontariamente, non potendo vivere senza di lei.

## Controversie
Nell'ottobre 1919 il critico letterario Harry Magden affermò che Benoît, scrivendo L'Atlantide, aveva commesso un plagio del romanzo La donna eterna (She) di H. Rider Haggard del 1886-1887. Benoît promosse una causa per diffamazione, tuttavia perdendola.
Ad ogni modo le protagoniste femminili di entrambi i romanzi hanno vari elementi in comune con la leggendaria regina tuareg Tin Hinan; Benoît aveva vissuto in gioventù in Tunisia, dove si era interessato agli usi e costumi dei Tuareg.

## Opere derivate
Dalla storia di Benoît sono state tratte numerose opere cinematografiche, di successo assai variabile, tra le quali:
- L'Atlantide, film del 1921 per la regia di Jacques Feyder
- L'Atlantide (Die Herrin von Atlantis), film del 1932 di Georg Wilhelm Pabst
- Atlantide (Siren of Atlantis), film del 1949 di Gregg G. Tallas
- Totò sceicco, film farsesco del 1950 per la regia di Mario Mattoli
- Antinea, l'amante della città sepolta, film del 1961 di Edgar G. Ulmer e Giuseppe Masini
- L'Atlantide, film del 1992 di Bob Swaim

Molti degli elementi del romanzo di Benoît si possono riscontrare inoltre nella miniserie televisiva Il segreto del Sahara del 1988, che però riporta tra i titoli di testa la dicitura "Ispirato all'opera di Emilio Salgari" (pur non facendo riferimento ad alcun titolo preciso).
Più recentemente dalla storia è stata tratta una graphic novel.

## Edizioni
- Pierre Benoît, L'Atlantide, 1919.
- Pierre Benoît, L'Atlantide, traduzione di Dario Albani, Sonzogno, 1920,  p. 248.
- Pierre Benoît, L'Atlantide, traduzione di Dario Albani, collana SuperBUR n° 121, Rizzoli, 1992,  p. 234, ISBN 88-17-11421-9.